# Rinorea sinuata
Rinorea sinuata är en violväxtart som beskrevs av Thomas Ford Chipp. Rinorea sinuata ingår i släktet Rinorea och familjen violväxter. Inga underarter finns listade i Catalogue of Life.